# ドーブネ
ドーブネ（2019年4月3日 -）は、日本の競走馬である。主な勝ち鞍は、ききょうステークス(OP)、ポートアイランドステークス（L）、キャピタルステークス（L）。

## 経歴

### デビュー前
2019年4月3日、北海道千歳市・社台ファームにて誕生。父は2005年三冠馬のディープインパクト。母の父は2005年イギリス2000ギニー優勝馬のフットステップスインザサンド。2021年の千葉サラブレッドセールで一番時計を出し、サイバーエージェント社長の藤田晋によって、セール史上最高価格を更新する4億7010万円（税抜き）で落札された。
馬名はJRAの競走馬情報には「どぶね(古代の船)より」と登録されているが、実際には高級ワイン、ドメーヌ・ドーヴネが由来である。「ヴ」を競走馬の名前に使用するJRAのルールに当てはまらなかったことから「ドーブネ」になった。藤田は自身のInstagramで「今年の2歳は全員ワインの名前になっている。勝利に備えてドーヴネやジャン・グロのワインを確保しようとしたら希少すぎて全然手に入らず、もっとポピュラーなワイン名にすればよかったと少し後悔している」と投稿している。

### 2021年（2歳）
栗東の武幸四郎厩舎に入厩。入厩当初から気性に難があり、デビュー戦は札幌芝1800mや芝1200mの未勝利も検討された。
2021年9月4日、札幌競馬場芝1500mにて武豊鞍上でデビュー。8枠11番の大外2頭目からのスタート。レース序盤は、後方2番でレースを進める。第4コーナーから仕掛け、残り150mあたりから先頭に立ってゴール。2着馬とは2馬身差であった。
次走は10月2日のききょうステークス。吉田隼人に乗り替わり、デビュー戦とは違い道中先頭をキープしたままゴール。1馬身1/2差で2連勝を飾った。
3戦目は、デイリー杯2歳S(GII)を見送り、初挑戦となるGI競走の朝日杯FSに5番人気で出走。鞍上は引き続き吉田隼人。本競走では、デビューから無敗の馬が5頭（ドーブネを含む）集まった。前走、前々走とは異なる中団での競馬となった。最終直線も伸びず7着となり無敗記録が2で止まった。武幸四郎調教師は「跳びが大きいので、スピードに乗るまでに時間がかかる。阪神の1600メートルは合わなかった」と敗因を分析。

### 2022年（3歳）
3歳の初戦は新馬戦以来の武豊騎手とのコンビで皐月賞トライアルのスプリングステークスに出走。スタートでやや出遅れて後方2番手で追走すると、最後追い上げて6着。前残りの決着となったが、上がりは最速タイの34.8を記録した。武豊騎手は「スタートであまり出なかったので、じっくり折り合いをつけていきました。3コーナーから上がっていくときの脚は良かったけど、馬場に脚を取られてバランスを崩し、そこで勢いをそがれてしまいました。まだ粗削りですが、やはり走る馬ですよ」と振り返った。武幸四郎調教師は「出遅れ、稍重馬場、落鉄などもあったが、中山の1800メートルは忙しかった。」と分析している。その後、皐月賞やNHKマイルカップに出走することも可能であったがどちらもパスし、1着馬に日本ダービーへの優先出走権の与えられるプリンシパルステークスへの出走を決めた。デビュー前より気性が課題であったが、徐々にコントロールが効き始め、初の2000mにも対応できるとの判断だった。当日は武豊騎手を背に3.9倍の1番人気に推された。スムーズにゲートを出るとそのまま内を3番手で先行していたが、ディナースタ等が捲り上げてきたこともあり、3コーナー付近では7番手まで下がってしまった。直線は内を勢いよく抜け出したが、外セイウンハーデスと内ヴァモスロードに挟まれる形になり伸びきれず4着となった。なお、レース中に軽度の骨折が判明し、その後は放牧に出された。
休養を挟んで6ヶ月ぶりの復帰初戦は2勝クラスの阪神芝1800mの武田尾特別となった。好スタートを決めると、他に行く馬がいなかった為そのまま逃げる形となった。荒れた内を避ける為か中間付近までは馬場の中央付近を走行。道中ペースを緩め脚をためると、そのまま直線も先頭でゴールした。逃げての上がりは32.9で上がり最速タイ。 武豊騎手は「ポンと出て、無理に引っ張ることもなく、マイペースで行けた。ラストでひと伸びして能力の高さを感じた」とコメント。ききょうステークス以来実に1年ぶりの勝利を飾り、素質の高さを見せた。続く逆瀬川ステークスでは前走の走りを評価されてか、古馬と同じ55kgの斤量を課された。チャンピオンズカップの裏開催であった為、武豊騎手から吉田隼人騎手に乗り替わり、朝日杯FS以来のコンビ結成となった。スムーズにゲートを出ると、そのまま内3番手を追走。最後直線は力強く抜け出して、2連勝でのOP入りを決めた。吉田隼人騎手は「約1年ぶりに乗せていただきましたが成長しています。出たなりでいい位置をキープできました。抜け出してから、左にもたれる癖はあるが、上がり勝負にも対応してくれました。競馬に幅が広がったし、これからが楽しみです」と振り返った。

### 2023年（4歳）
明け4歳の始動戦に選ばれたのは東京芝2000mのリステッド戦である[白富士ステークスとされた。当日は前走ローズステークス2着と好走したサリエラに次ぐ2番人気に評価された。レースはドーブネが最内枠から好スタートでハナを奪い、武豊のエスコートで1000m59.9秒という絶妙な時計で逃げを打つ。直線に入り粘りの逃げで後続を離すかに思えたが、残り200mあたりから失速。最後は後方から末脚を伸ばしてきたサリエラに交わされた。それでも内を通って伸びてきていたヤマニンサルバムには抜かせず2着を確保した。レース後武豊は「楽なペースだったけどね…。1ハロンぐらい少し距離が長いのかな」とコメントを残し、2000ｍはドーブネにとって距離が長い可能性が示唆された。続く中山記念（G2）ではG1勝ち馬がシュネルマイスター、スタニングローズ、ダノンザキッドの3頭、そのほかにも前年度覇者で宝塚記念2着のヒシイグアス、チャレンジCの覇者ソーヴァリアント、中山、京都金杯の覇者ラーグルフ、イルーシヴパンサーなど重賞勝ち馬9頭が参戦するという好メンバーによるレースとなった。そのためドーブネは7番人気と評価を落とした。レースは予想通りドーブネが逃げを打ちレースを引っ張る展開。武豊を背に1000mを60秒ちょうどの絶妙なペースで逃げ、直線粘り込みを図る。しかし当日差しの決まりやすい馬場であったこともあり、後方から末脚を伸ばしてきたヒシイグアス、ラーグルフに交わされ3着となった。それでもこの好メンバーのなか且つ先行不利の馬場で3着に残ったことで本馬の評価を上げる一戦となった。
5月20日のメイS（OP）では吉田隼人とのコンビで挑み、ルージュエヴァイユに次ぐ2番人気とされた。レースはマテンロウスカイが後続をやや離しての逃げを打ち、2番手にドーブネがつけた。直線粘り込むマテンロウスカイをとらえきれず、中団から末脚を伸ばしてきた勝ち馬のサクラトゥジュール、エピファニーに交わされ4着に終わった。
この後、函館記念の前哨戦である巴賞（OP）に出走。ドーブネにとっては北海道は新馬戦以来、函館コースは初であった。成績が安定していることで評価が集まり1番人気に支持された。鞍上は武豊に再びスイッチ。レースはテーオーシリウスが逃げ、ドーブネは出遅れながらも番手でレースを進める。そのまま先頭に立ちゴールするかに思われたが、道中4番手でレースを進めた2番人気のアラタが強襲、ゴール前で捉えられ3/4馬身差の2着となった。安定した成績ではあるものの、勝ちきれないレースが続く。その後は中1週で函館記念に向かい、初重賞制覇を目指すこととなった。　続く函館記念ではデビューから一度も掲示板外になったことのないローシャムパーク、2・3勝クラス連勝で勢いに乗るブローザホーン、巴賞勝ち馬のアラタ、前年度の愛知杯の覇者ルビーカサブランカが人気を集め1桁オッズとなりドーブネはそれに次ぐ5番人気に評価された。稍重馬場で行われたレースは大方の予想通りユニコーンライオンが逃げ淀みないペースが続く。ドーブネは中団前目でレースを進めたが、直線で差し馬が一気に押し寄せ、勝ち馬ローシャムパークから0.6差（2着のブローザホーンには0.2差）の8着に終わった。レース後鞍上の武豊は「レースは思ったように乗れて４角までいい形だったが、最後１ハロンでばったり止まってしまった。馬場なのか、距離なのか…」と首をかしげた。
秋に入り、10月1日に阪神競馬場で行われたポートアイランドステークス（L）に出走した。レースでは1番人気に支持された。2番手追走から抜け出して、2年ぶり2度目のオープン勝ちを収めた。この勝利で、ディープインパクト産駒としてのJRAの勝利数が2749勝目となり、サンデーサイレンスの勝利数に並んだ。また、この記録は、サンデーサイレンスの15年6か月19日を上回る13年3か月12日で達成された。その後は11月25日に東京競馬場で行われたキャピタルステークス（L）に出走。クイーンC覇者で、前走府中牝馬S5着のプレサージュリフトに次ぐ2番人気に支持された。スタートから先手を奪い、直線に入っても追いすがるプレサージュリフトら後続を寄せ付けずに、2着に1と1/2馬身差をつけてオープン2連勝を飾った。

### 2024年（5歳）
1月6日の京都金杯では道中好位でレースを進めたが直線では全く伸びず14着と大敗するも、続く中山記念では10番人気の低評価であったが果敢にハナを主張して逃げると直線で勝ち馬マテンロウスカイにかわされるも2着に粘った。その後、6月2日の安田記念では好スタートからハナを奪い軽快に逃げるも直線で力尽きて18着と殿負けに終わる。休養を挟んで、11月23日のキャピタルステークスでは3番手で脚を溜めるも直線でズルズルと後退してブービーの17着に沈んだ。翌2025年1月15日付けで競走馬登録を抹消、北海道日高町のヴェルサイユリゾートファームで乗馬となる予定。

## 競走成績
以下の内容は、JBISサーチおよびnetkeiba.comに基づく。
| 競走日     | 競馬場 | 競走名            | 格   | 距離（馬場）  | 頭 数 | 枠 番 | 馬 番 | オッズ （人気） | 着順 | タイム （上り3F） | 着差 | 騎手      | 斤量 [kg] | 1着馬（2着馬）         | 馬体重 [kg] |
| ---------- | ------ | ----------------- | ---- | ------------- | ----- | ----- | ----- | --------------- | ---- | ----------------- | ---- | --------- | --------- | ---------------------- | ----------- |
| 2021.09.04 | 札幌   | 2歳新馬           |      | 芝1500m（良） | 12    | 8     | 11    | 002.70（1人）   | 01着 | R1:30.5（34.6）   | -0.3 | 0武豊     | 54        | （リーゼフィヨルド）   | 464         |
| 0000.10.02 | 中京   | ききょうS         | OP   | 芝1400m（良） | 7     | 1     | 1     | 001.70（1人）   | 01着 | R1:21.4（35.2）   | -0.3 | 0吉田隼人 | 55        | （ジャスティンヴェル） | 468         |
| 0000.12.19 | 阪神   | 朝日杯FS          | GI   | 芝1600m（良） | 15    | 6     | 11    | 021.30（5人）   | 07着 | R1:34.5（35.3）   | -1.0 | 0吉田隼人 | 55        | ドウデュース           | 480         |
| 2022.03.20 | 中山   | スプリングS       | GII  | 芝1800m（稍） | 13    | 5     | 6     | 019.20（8人）   | 06着 | R1:49.0（34.8）   | -0.6 | 0武豊     | 56        | ビーアストニッシド     | 472         |
| 0000.05.07 | 東京   | プリンシパルS     | L    | 芝2000m（良） | 16    | 1     | 2     | 003.90（1人）   | 04着 | R1:59.1（34.3）   | -0.1 | 0武豊     | 56        | セイウンハーデス       | 470         |
| 0000.10.30 | 阪神   | 武田尾特別        | 2勝  | 芝1800m（良） | 9     | 8     | 9     | 004.50（2人）   | 01着 | R1:46.7（32.9）   | -0.4 | 0武豊     | 55        | （ベルクレスタ）       | 476         |
| 0000.12.04 | 阪神   | 逆瀬川S           | 3勝  | 芝1800m（良） | 12    | 1     | 1     | 002.60（1人）   | 01着 | R1:46.3（33.8）   | -0.1 | 0吉田隼人 | 55        | （ストーリア）         | 480         |
| 2023.01.28 | 東京   | 白富士S           | L    | 芝2000m（良） | 10    | 1     | 1     | 003.80（2人）   | 02着 | R1:58.7（34.2）   | -0.2 | 0武豊     | 56        | サリエラ               | 478         |
| 0000.02.26 | 中山   | 中山記念          | GII  | 芝1800m（良） | 14    | 3     | 4     | 017.20（7人）   | 03着 | R1:47.3（35.6）   | -0.2 | 0武豊     | 56        | ヒシイグアス           | 474         |
| 0000.05.20 | 東京   | メイS             | OP   | 芝1800m（良） | 18    | 7     | 14    | 004.30（2人）   | 04着 | R1:45.2（34.4）   | -0.5 | 0吉田隼人 | 57        | サクラトゥジュール     | 478         |
| 0000.07.02 | 函館   | 巴賞              | OP   | 芝1800m（良） | 16    | 8     | 15    | 002.40（1人）   | 02着 | R1:48.1（35.5）   | -0.1 | 0武豊     | 57        | アラタ                 | 474         |
| 0000.07.16 | 函館   | 函館記念          | GIII | 芝2000m（稍） | 16    | 2     | 4     | 010.30（5人）   | 08着 | R2:02.0（36.7）   | -0.6 | 0武豊     | 57        | ローシャムパーク       | 474         |
| 0000.10.01 | 阪神   | ポートアイランドS | L    | 芝1600m（稍） | 9     | 8     | 9     | 002.60（1人）   | 01着 | R1:33.5（33.5）   | -0.1 | 0吉田隼人 | 57        | （グラティアス）       | 476         |
| 0000.11.25 | 東京   | キャピタルS       | L    | 芝1600m（良） | 10    | 7     | 8     | 003.30（2人）   | 01着 | R1:33.3（33.2）   | -0.2 | 0吉田隼人 | 57        | （プレサージュリフト） | 472         |
| 2024.01.06 | 京都   | 京都金杯          | GIII | 芝1600m（良） | 18    | 7     | 15    | 007.40（4人）   | 14着 | R1:35.1（37.0）   | -1.3 | 0吉田隼人 | 58.5      | コレペティトール       | 482         |
| 0000.02.25 | 中山   | 中山記念          | GII  | 芝1800m（稍） | 16    | 4     | 7     | 035.6（10人）   | 02着 | R1:48.4（37.9）   | -0.3 | 0吉田隼人 | 57        | マテンロウスカイ       | 470         |
| 0000.06.02 | 東京   | 安田記念          | GI   | 芝1600m（稍） | 18    | 3     | 6     | 071.1（15人）   | 18着 | R1:33.8（35.4）   | -1.5 | 0菱田裕二 | 58        | ロマンチックウォリアー | 476         |
| 0000.11.23 | 東京   | キャピタルS       | L    | 芝1600m（良） | 18    | 2     | 4     | 019.30（7人）   | 17着 | R1:36.3（38.1）   | -4.0 | 0菱田裕二 | 57        | ウォーターリヒト       | 470         |

## 血統表
| ドーブネの血統                    | ドーブネの血統                        | ドーブネの血統                     | （血統表の出典）                   | （血統表の出典） |
| 父系                              | サンデーサイレンス系（ヘイロー系）    | サンデーサイレンス系（ヘイロー系） | サンデーサイレンス系（ヘイロー系） | [ § 2 ]          |
| 父 ディープインパクト 2002 鹿毛   | 父の父*サンデーサイレンス 1986 青鹿毛 | Halo                               | Hail to Reason                     | Hail to Reason   |
| 父 ディープインパクト 2002 鹿毛   | 父の父*サンデーサイレンス 1986 青鹿毛 | Halo                               | Cosmah                             |                  |
| 父 ディープインパクト 2002 鹿毛   | 父の父*サンデーサイレンス 1986 青鹿毛 | Wishing Well                       | Understanding                      | Understanding    |
| 父 ディープインパクト 2002 鹿毛   | 父の父*サンデーサイレンス 1986 青鹿毛 | Wishing Well                       | Mountain Flower                    |                  |
| 父 ディープインパクト 2002 鹿毛   | 父の母ウインドインハーヘア 1991 鹿毛  | Alzao                              | Lyphard                            | Lyphard          |
| 父 ディープインパクト 2002 鹿毛   | 父の母ウインドインハーヘア 1991 鹿毛  | Alzao                              | Lady Rebecca                       |                  |
| 父 ディープインパクト 2002 鹿毛   | 父の母ウインドインハーヘア 1991 鹿毛  | Burghclere                         | Busted                             | Busted           |
| 父 ディープインパクト 2002 鹿毛   | 父の母ウインドインハーヘア 1991 鹿毛  | Burghclere                         | Highclere                          |                  |
| 母 プレミアステップス 2010 黒鹿毛 | 母の父Footstepsinthesand 2002 鹿毛    | Giant's Causeway                   | Storm Cat                          | Storm Cat        |
| 母 プレミアステップス 2010 黒鹿毛 | 母の父Footstepsinthesand 2002 鹿毛    | Giant's Causeway                   | Mariah's Storm                     |                  |
| 母 プレミアステップス 2010 黒鹿毛 | 母の父Footstepsinthesand 2002 鹿毛    | Glatisant                          | Rainbow Quest                      | Rainbow Quest    |
| 母 プレミアステップス 2010 黒鹿毛 | 母の父Footstepsinthesand 2002 鹿毛    | Glatisant                          | Dancing Rocks                      |                  |
| 母 プレミアステップス 2010 黒鹿毛 | 母の母Primissima 2001 黒鹿毛          | Second Set                         | Alzao                              | Alzao            |
| 母 プレミアステップス 2010 黒鹿毛 | 母の母Primissima 2001 黒鹿毛          | Second Set                         | Merriment                          |                  |
| 母 プレミアステップス 2010 黒鹿毛 | 母の母Primissima 2001 黒鹿毛          | Princess Taufan                    | Taufan                             | Taufan           |
| 母 プレミアステップス 2010 黒鹿毛 | 母の母Primissima 2001 黒鹿毛          | Princess Taufan                    | Guindilla                          |                  |
| 母系(F-No.)                       | プレミアステップス(IRE) 系(FN:6-e)    | プレミアステップス(IRE) 系(FN:6-e) | プレミアステップス(IRE) 系(FN:6-e) | [ § 3 ]          |
| 5代内の近親交配                   | Alzao 3×4                             | Alzao 3×4                          | Alzao 3×4                          | [ § 4 ]          |
| 出典                              | 1. 2. 3. 4.                           | 1. 2. 3. 4.                        | 1. 2. 3. 4.                        | 1. 2. 3. 4.      |